# Lotteria
Lotteria là một chuỗi cửa hàng thức ăn nhanh với cửa hàng đầu tiên ở Tokyo, Nhật Bản vào tháng 9 năm 1972. Lấy tên gọi bắt nguồn từ tên của công ty mẹ - tập đoàn Lotte, thương hiệu hiện có các chi nhánh ở Nhật Bản, Hàn Quốc, Trung Quốc, Đài Loan và Đông Nam Á.
Thực đơn gồm các món ăn nhanh đặc trưng như Hamburger, khoai tây chiên, gà rán, cánh gà, gà miếng.
Vào năm 2019, Lotteria đã phát hành trước thực đơn mới mang tên gọi 지파이 (gee-pie) tại Hàn Quốc, sau đó trở thành món ăn đường phố phổ biến tại Đài Loan.

## Lịch sử
Công ty được thành lập vào tháng 2 năm 1972 tại Tokyo, Nhật Bản bởi Shin Kyuk-ho, một doanh nhân người Hàn Quốc. Các chi nhánh đầu tiên được mở tại Nihonbashi, Ueno, và Yokohama vào tháng 9 năm đó. Năm 1979 thương hiệu được thành lập tại Seoul, Hàn Quốc. Sau này, Lotteria mở rộng ra ngoài khu vực Đông Á và có mặt tại Myanmar, Đài Loan và Việt Nam.

## Các chi nhánh
Lotteria đã có mặt tại Nhật Bản, Hàn Quốc, Đài Loan, Trung Quốc và Đông Nam Á theo hình thức nhượng quyền kinh doanh.

### Nhật Bản

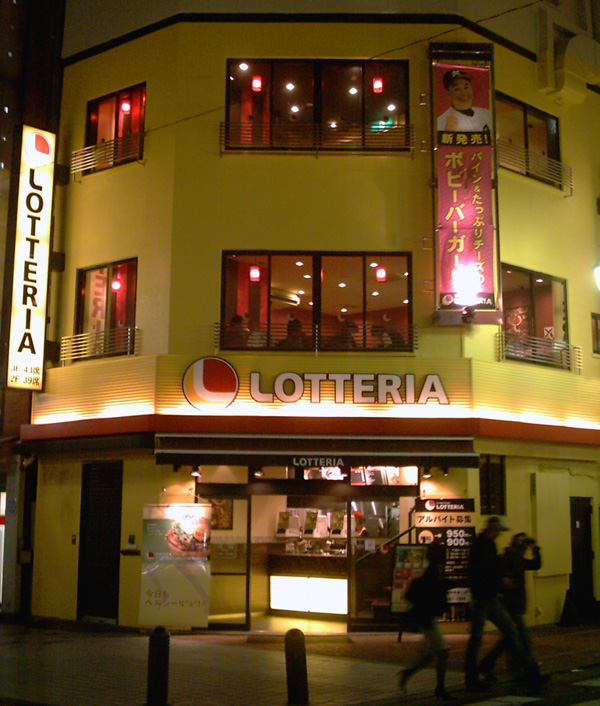
1 quán Lotteria tại Nhật.

Lotteria được xem là bắt chước kiểu McDonald's vì cả hai đều bán những loại burger tương tự nhau, như Hamburger, Burger pho mát, Burger Teriyaki,... Tuy nhiên, Lotteria cũng có những món đặc sản như Burger tôm rất nổi tiếng, được chế biến lần đầu vào năm 1977. Món này đã được các chi nhánh McDonald's và MOS Burger ở Nhật Bản áp dụng theo.
Ngoài ra, thực đơn ở Nhật Bản còn có bánh mì Sandwich tươi cùng với Jerome tươi, cũng như các món tráng miệng như bánh Crêpe, bánh táo, bánh que lắc hoặc đông lạnh. Trong đó, Burger kẹp pho mát cao cấp là món ăn bán chạy nhất trong thực đơn của nhà hàng.
Năm 2005, Genichi Tamatsuka, cựu chủ tịch của Fast Retailing Co. (công ty điều hành thương hiệu Uniqlo) được bổ nhiệm làm chủ tịch và giám đốc điều hành trong một cuộc tái cơ cấu quản lý vào năm 2005. Việc bổ nhiệm là kết quả của một hợp đồng trước đó được thực hiện bởi công ty phục hồi hoạt động kinh doanh Revamp Corp.

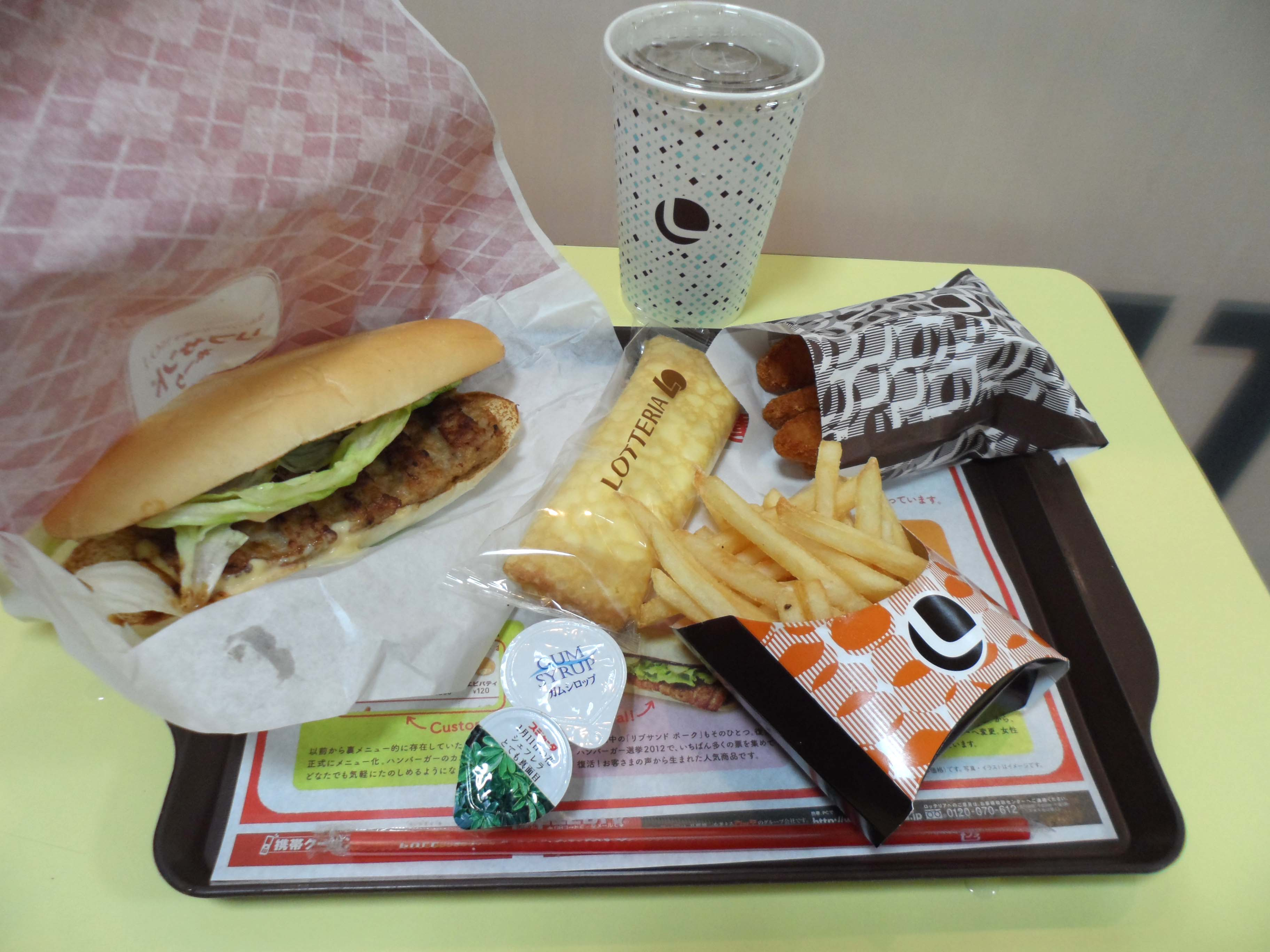
Suất ăn trưa của Lotteria ở Nhật Bản, gồm một chiếc sandwich đi kèm với que gà và bánh crêpe.

### Hàn Quốc
Lotteria Hàn Quốc được giới thiệu như một phiên bản kiểu Hàn của một nhà hàng thức ăn nhanh nổi tiếng của Tây phương, với một số đặc trưng riêng. Phong cách ẩm thực bao gồm những món thức ăn nhanh điển hình như bánh kẹp, gà chiên, cánh gà chiên, đùi gà chiên, cà phê đá, khoai tây đút lò, sữa chua, Salad trộn, khoai tây chiên, nhưng còn có teriyaki, mực và còn món tráng miệng lạnh được gọi là pat bing soo.

### Việt Nam

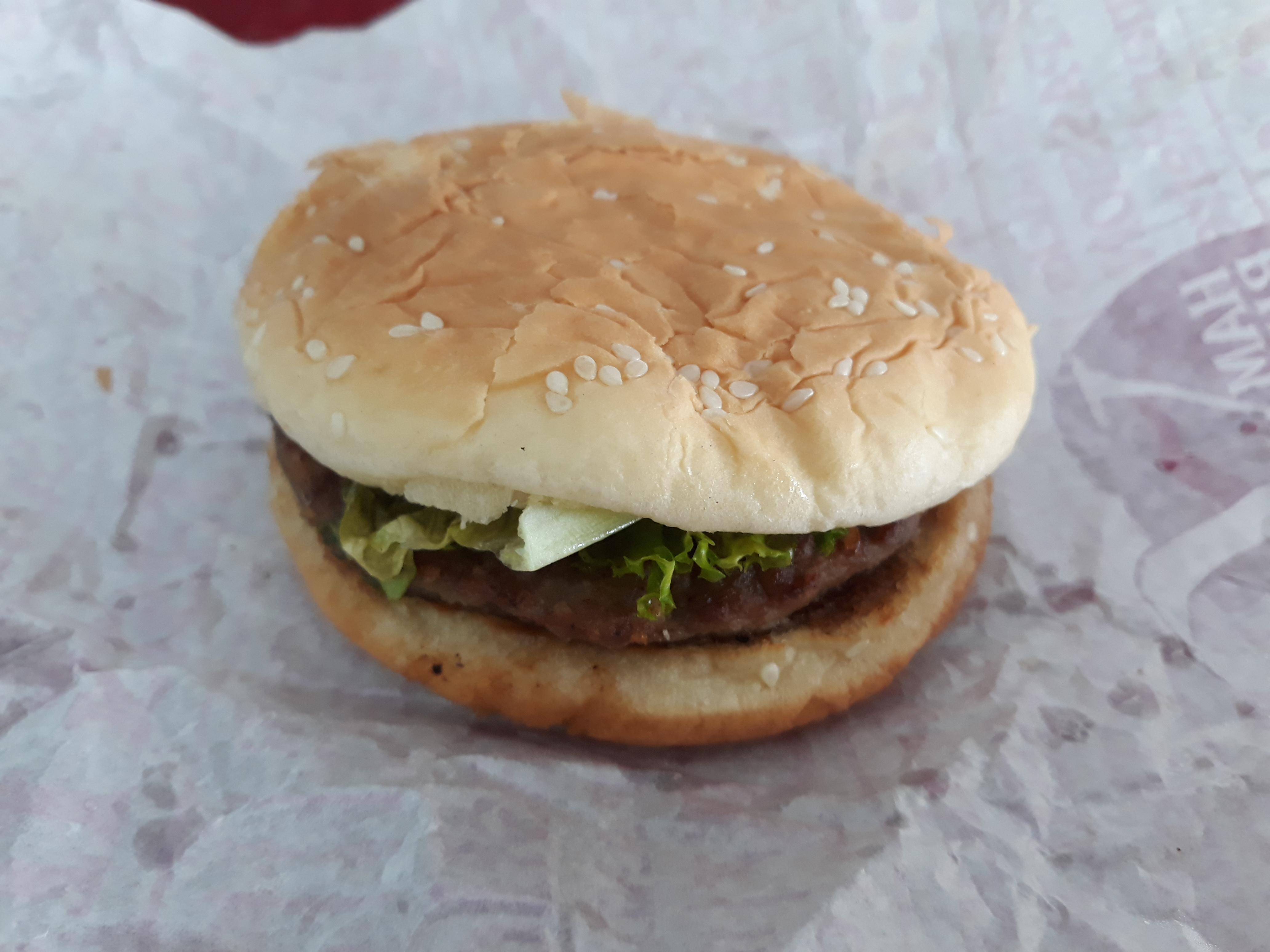
Món hamburger rưới sốt teriyaki ở Việt Nam.

Nhà hàng nhập vào thị trường Việt Nam vào năm 1998. Thực đơn bao gồm bánh mì kẹp thịt (burger) thường xuyên và gà rán, khoai tây chiên. Món tráng miệng có Patbingsu và kem chảy với 5 hương vị. Ngoài ra, Lotteria  Việt Nam còn bán món hamburger tôm và các loại cơm, chẳng hạn như cơm gà.

## Tái chế tại Hàn Quốc
Từ năm 2003, chính phủ Hàn Quốc đã thắt chặt chính sách hạn chế rác thải và yêu cầu một khoản tiền gửi từ 50 đến 100 Won cho tất cả các ly dùng một lần (như ly giấy) bán trong các nhà hàng và sẽ được hoàn lại khi khách trả chúng lại cho nhà hàng để tái chế. Hầu hết thức ăn thức uống trong nhà hàng đều đựng trong các vật dụng bằng thủy tinh và nhựa có thể dùng lại được.  Mục đích là giảm 90% những món đồ dùng một lần.
Chính quyền thành phố Seoul yêu cầu bắt buộc phân loại rác thải thực phẩm, vật liệu tái chế, và thùng rác chung được ngăn cách với nhau. Thùng rác được phân loại theo chất liệu như ly giấy, đồ nhựa và ống hút, bao bì cứng, khăn ăn và khay giấy, tất cả đều được cho vào những thùng đựng riêng rẽ. Đá lạnh được cho và một loại thùng chứa riêng. Ngoài ra, Lotteria cũng tính lệ phí 50 đến 100 Won vào túi xách như là tiêu chuẩn cho hầu hết các cửa hàng theo kiểu phương Tây và các địa điểm mua sắm khác ở Hàn Quốc.